# 吳仰曾

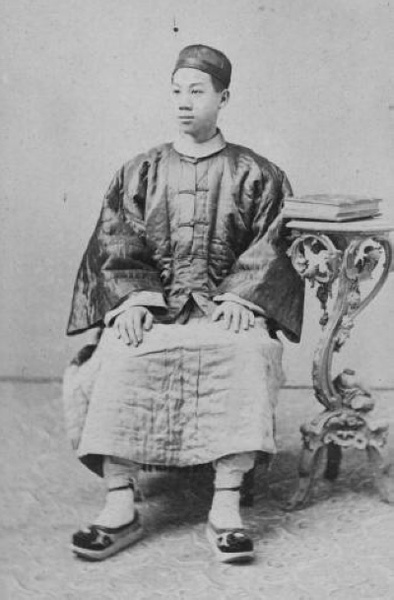
1874年14岁的吳仰曾

吳仰曾（1861年—1939年），原名仲泰，字述三，廣東四会人，中國近代首批矿冶工程師。

## 生平
吳仰曾生于1861年，并于1872年（同治十一年）成爲首批清廷公费派遣的中国留美幼童。吴仰曾学习十分刻苦，并以优异成绩考入哥伦比亚大学矿冶学院念书。不过由于内部保守派的压力，清廷突然中断幼童留美计划，吴仰曾尚未毕业便被迫奉命回国。吳仰曾回國后被分配至入开平矿务局工作。1886年（光绪十二年），吳仰曾再赴英国留学，继续攻读矿冶工程。1890年（光绪十六年），吴仰曾毕业于伦敦皇家矿冶学院。此後，吳仰曾先後在墨西哥、瑞典、西班牙等国办理矿务。之后吳仰曾再次回国担任矿冶工程师，先后在热河、南京附近的矿区工作，并曾經赴浙江勘查矿藏。后來他又再次前往开平矿务局并工作多年，曾任该局帮办、副局长兼主任验矿师。1900年，八国联军侵华战争爆发，他在开平矿务局组织自卫队保護矿产，後來矿务局自卫队還曾抗拒俄国軍隊夺取开平煤矿。开平煤矿淪为英资公司后，吴仰曾仍任要职。之后，吳仰曾又相继转任鸡鸣山煤矿总办、分省补用直隶庚山道。1909年（宣统元年），吴仰曾獲赐进士出身，赏花翎二品衔。中華民國建立后，吴仰曾曾任国民政府工矿厅工程师。1920年退休后，吴仰曾又相继在天津、汉口等地興办实业。1939年，吳仰曾在北平去世，終年78岁。